# Sân bay Raja Haji Fisabilillah
Sân bay Raja Haji Fisabilillah (IATA: TNJ, ICAO: WIDN), tên cũ là Sân bay Kijang, là một sân bay ở Tanjung Pinang, Bintan, quần đảo Riau, Indonesia.
Sân bay được đặt tên theo Raja Haji Fisabilillah.

## Hãng hàng không và tuyến bay
| Hãng hàng không  | Các điểm đến                           |
| ---------------- | -------------------------------------- |
| Batavia Air      | Jakarta                                |
| Garuda Indonesia | Jakarta                                |
| Lion Air         | Jakarta                                |
| Sky Aviation     | Batam, Matak, Pekanbaru, Ranai, Melaka |
| Sriwijaya Air    | Jakarta                                |
| Wings Air        | Pekanbaru                              |